# Armorial des freguesias de Alcanena
- il comporte peu ou pas de sources.
- il reste des blasons à dessiner dans cet armorial.

Cette page donne les armoiries (figures et blasonnements) des freguesias de Alcanena. 
| Image | Nom de la commune et blasonnement |
| ----- | --------------------------------- |
|       | Alcanena                          |
|       | Bugalhos                          |
|       | Espinheiro                        |
|       | Louriceira                        |
|       | Malhou                            |
|       | Minde                             |
|       | Moitas Venda                      |
|       | Monsanto                          |
|       | Serra de Santo António            |
|       | Vila Moreira                      |